# 除蟲菊精類
除蟲菊精類（pyrethroid），中國大陸稱爲擬除蟲菊酯，為現代化學殺蟲劑的新興產物。它的內容物就類似除蟲菊裡頭所含有的除蟲菊酯，具有可以殺滅蚊蟲的功能，而其除蟲成分分為pyrethrin I與II。前者為殺蟲的主藥成分，而後者則可以產生讓一般昆蟲昏厥的效果。這種類型的天然殺蟲劑可以由除蟲菊花朵研磨成的粉末中取得，但由於提煉除蟲菊的費用高、產量稀少以及其易被光解的特性，因此早期未被大量使用。

## 結構
除蟲菊精類化合物基于其生物作用而非化学结构分类，它们之中一部分含有环丙烷结构，另一些则不含此结构，例如氰戊菊酯。

## 沿革發展
目前較新的除蟲菊精類是屬於第四代，其中包括第滅寧（deltamethrin）、賽滅寧（cypermethrin）等。除蟲菊精則因結構上的不同，在藥效上也有所不同。

## 毒性機制
除蟲菊精類殺蟲劑對多數哺乳類動物的急毒性較有機磷為低，但是卻對於昆蟲的殺滅效果極佳。此種對不同動物的毒性選擇，讓它成為了現今最為廣泛使用的一般室內殺蟲劑類，例如鱷魚、速必效、滅飛、蚊香、克蟑等殺蟲劑中皆含有此類物質成分。只是除蟲菊對貓來說是劇毒，因此常有貓中毒的問題。
除蟲菊精類對人體的慢毒性並不明確，可能包括腦部與運動神經失常、免疫系統異常、產生對化學物品的過敏作用等。近年來更有許多報告顯示，一些除蟲菊精類對動物具有致癌性與生殖毒性。賽滅寧及百滅寧都被列為疑似的人類致癌物，且能影響幼體的腦部發展。一些除蟲菊精類則被認為是環境荷爾蒙如：
- 氯菊酯（permethrin）：是一般常見殺蟲劑，為合成除蟲菊精類殺蟲劑的人造殺蟲劑，它類似於自然界產生的化學品具有殺蟲功能。
- 苯醚菊酯（phenothrin）：為合成除蟲菊精類殺蟲劑的人造殺蟲劑，也被用來殺死頭蝨。

## 中毒症狀
除蟲菊精類的毒性作用與DDT的神經毒性類似，它的毒性機制會使神經細胞膜上的鈉離子通道無法正常閉合。如果是高劑量暴露到空氣中時，會產生氣喘、皮膚過敏、周邊血管衰竭等症狀，輕微的話，會先感覺到舌頭和嘴唇麻麻的，如果已經到了嚴重的時候甚至會出現頭痛、嘔吐以及死亡等現象。